# 燃えろ!熱血リズム魂 押忍!闘え!応援団2
『燃えろ!熱血リズム魂 押忍!闘え!応援団2』（もえろ!ねっけつリズムだましい おす!たたかえ!おうえんだん2）は、任天堂から2007年5月17日に発売されたニンテンドーDS向けのゲームソフトである。開発元はイニス。

## 概要
『押忍!闘え!応援団』の続編。なお、押忍!闘え!応援団2は副題である。
前作と異なる要素として、ステージ（曲）によってプレイヤーキャラクター（以下プレイヤーキャラと略す）が、原則的に「孤高の応援団」と「高潔の応援団」に変化する。それ以外のシステム面は、曲のイントロ部分のスキップやリプレイデータの保存（20個）、1カートリッジのダウンロードプレイも可能になるなど、遊ぶ上での快適さを考慮した向上や改善がみられる。これらの多くは『Elite Beat Agents』を踏襲し、さらに改良が加えられている。また、今作では『VISTA』と『サムライブルー』がアーティスト本人の歌唱となっている。
基本的なストーリーは、街のどこかでトラブルに巻き込まれた対象が、困り果てて応援団を呼ぶ、という形式である。今作では、応援の出来によってストーリーが分岐する。具体的には、各ステージのインターバルにおける「×」の回数によって、以下の通りにエンディングが変化する。
- ×が0回 … グッドエンド。ファンファーレ付きでの「応援 大成功」。ラストに一枚絵が表示される。
- ×が1回以上だが、すべて×ではない場合 … ノーマルエンド。ボイスのみの「応援 大成功」。
- すべて× … 失敗ではないが今ひとつなエンディングとなる。「応援 今一歩」と表示される。

ただし、ステージによっては例外もある。シリアスステージではストーリー自体は変わらないが、最後に応援されるキャラクターが手に入れるものが、それぞれによって違うものとなる。また、最終ステージでは、「×」の回数にかかわらずファンファーレ付きの「応援 大成功」であり、エンディングの進行も同じである。
「応援 今一歩」は普通にクリアするよりも出すのが難しく、大抵は狙って出すことになる。制作側もそれを意識しており、エンディングもよりお笑いに偏ったエンディングが多い。「今一歩」の時のエンディングでのみ登場する前作のキャラクターも存在する。
メインメニューの上画面で応援団のキャラクターが登場し、応援しているが、登場するキャラクターはランダムではなく、基本的に「ひとりで応援」で最後に応援したステージの応援団キャラクターになる。ただし、最終ステージをクリアした後は、ひとつ上のランクの、夕日町の応援キャラクターとなる（ただし、「華麗に応援」をクリアした後は、そのまま「華麗に応援」のキャラクターとなる）。
格付を上げることによりボーナスステージ（隠し曲）も登場するようになる。また、格付けが「救世主」になると「Hidden」モードが登場する。これをオンにしてプレイすると通常押すタイミングとして表示されるタイマーサークル（丸い線）が表示されなくなる上にマーカー自体も途中で消える為、タイミングが掴みにくくより難しくなるが、得点が1.5倍となる。このモードのオンオフはメニューの「果敢に応援」の横に表示されるアイコンで操作する。
なお、チアガールズのモーションの一部は『Elite Beat Agents』に出てくるチアガールズに相当する「Elite Beat Divas」のモーションを取り入れている。
応援を求める人々が表示されるマップは、視点が変わっているが、前作のものが使用されている。例えば、線路の近くに、前作のラーメン屋ステージの舞台である「ドラゴンラーメン」という名のラーメン店が存在する。

## 応援団員

### 夕日町応援団 （孤高の応援団）
前作『応援団』にも登場した面々。斉藤と鈴木は下の名前が明らかになった。
なお、「夕日町」は前作の新ちゃんが祭りで属していた町内である。
一本木 龍太（いっぽんぎ りゅうた）声：佐々木大輔
その熱い意思と魂は、苦難に立ち向かう周囲の人々に勇気と闘志を沸かせる。髷や髪型全体が前作より更に豪快になった。
孤高の応援団リーダーで、「果敢に応援」のプレイヤーキャラの一人。
百目鬼 魁（どうめき かい）声：鶴岡聡
未来永劫の平和を願い、その心のこもったエールは枯れてしまった花をも咲かせたことがあるという。今作では履物が靴から下駄に変わった。
応援練習で応援を教えてくれるが、（前作同様）応援練習中にDSを閉じてまた再開しようとDSを開けると「こっそりサボるとは何事だ!!出直してこい!!」と怒られ、応援練習が強制的に終わらされる。3DSの場合、HOMEボタンを押してから再開しても強制終了となる。
孤高の応援団団長で、「激烈に応援」のプレイヤーキャラの一人。
田中 一（たなか はじめ）声：石川大介
前作同様、肩書きは新入団員。まだまだ応援の腕は未熟だが、そのひたむきな姿は人々の心に届きつつある。今作では学帽をかぶるようになった。メガネをよく見るとフレームが変わっている。
孤高の応援団見習いで、「気軽に応援」のプレイヤーキャラの一人。
斉藤 篤（さいとう あつし）声：上別府仁資
仁義を重んじ、頑固一徹。こうと決めたら捨て身で全力投球する。冷徹に見えて実は優しい心の持ち主で、動物好き。今作では眼帯が刀の鍔の形になった。鈴木と共にサブキャラクターとして登場。名前の由来はスタッフ（イニス）の斉藤敦士より。
鈴木 一徹（すずき いってつ）声：内藤宏樹
金髪のモヒカンがトレードマークということもあり誰よりも目立ってしまうが、絶対に期待を裏切らない男。斉藤と同じく動物好き。前作では無かった顎鬚が生えた。斉藤と共にサブキャラクターとして登場。名前の由来はスタッフ（イニス）の鈴木一徹（すずき かずゆき）より。
前作では今作における斉藤の設定に近いものが鈴木の設定として使われていた。また、今作では声優が変わっている。

#### チアガールズ
前作とメンバーは変わらず、服の袖のデザインが変わっている。「華麗に応援」で使用可能。
雨宮 沙耶花（あめみや さやか）声：後藤麻衣
YOGAの教えにより精神統一に優れて、団員の精神修行に一役買っている。今作では髪型がポニーテールに変わった。
孤高の応援団チアリーダーで、「華麗に応援」のプレイヤーキャラの一人。
神田 葵（かんだ あおい）声：田中まや
語学が堪能で六ヶ国語を操り、ラテン語博士号まで取得している。頑張る人の姿に共感を覚えて入団。様々な場面で発揮されるドジっ娘っぷりは今作でも健在である。今作では髪型のツインテールにリボンが増えた。画像を見る限り前作と比べ、ボリュームが減ったようである。
「華麗に応援」におけるサブキャラクターの一人。
アンナ・リンドハースト（あんな・りんどはーすと）声：阿部幸恵
勉強は大嫌いだが、（しかし前作の学校ステージでは堂々と手をあげていたのでこの設定はどうも矛盾している）チアリーディングの腕は全米TOP3に入るほど。日本好きな所謂親日家で、このまま日本に住み続けていたいと考えている。今作では髪が伸びてウェーブがかかった。
「華麗に応援」におけるサブキャラクターの一人。

### 朝日町応援団 （高潔の応援団）
本作新登場の応援団。夕日町応援団のライバル。プレイヤーキャラは、皆動物が好きなようである。エンブレムは「EN」の二文字を「O」で囲っているデザイン（OEN＝応援）。彼ら専用のフェリーを所持している模様。団内で犬を飼っているらしいが、誰が正式な飼い主かは不明。
古風でバンカラな雰囲気漂う夕日町応援団とは対照的に、どことなくブルジョワめいた雰囲気を醸し出している。
なお、「朝日町」は前作のお志津ちゃんと彼女の父親が祭りで属していた町内である。
西園寺 隼人（さいおんじ はやと）声：楠田敏之
金髪の長髪でクールな外見だが、信念を貫くための努力は惜しまない。一本木の持つ熱い魂には負けたくないというライバル意識を持っている。
高潔の応援団リーダーで、「果敢に応援」のプレイヤーキャラの一人。
鬼龍院 薫（きりゅういん かおる）声：三宅健太
彼がひとたび応援を始めると、その身体からオーラが発せられ周りの空間が独自の世界と化し、その妖艶さに誰もが魅了される。応援の時以外はマントを羽織っている（そのおかげで狼男ステージの登場時にマントがはためいて森山（後述）の顔が隠れてしまう）。小説家ステージでは時刻表を手にとって読んでいたり、道端に捨てられているクマを可愛がっていたりと何かと謎が多い人物。
高潔の応援団団長で、「激烈に応援」のプレイヤーキャラの一人。銀髪でドレッドヘア。
菊地 新太（きくち しんた）声：久山修平
スポーツジムで出会った西園寺に憧れて入団。頭に巻いた長い鉢巻は、いつか彼に近づきたいという証である。
高潔の応援団見習いで、「気軽に応援」のプレイヤーキャラの一人。
森山 剛（もりやま つよし）声：眞嶋リョウ
小学校時代に、転入してきた杉田と大喧嘩をしたことがきっかけで、それ以来唯一無二の親友となる。
杉田と共にサブキャラクターとして登場。眼鏡をかけたスキンヘッド。
杉田 謙信（すぎた けんしん）声：小嶋一成
喜怒哀楽を表情に出すことは少なく、常に冷静沈着に物事を判断する朝日町応援団の参謀。
森山と共にサブキャラクターとして登場。後ろ髪を三つ編みで結っている。常に目を閉じているのか、単に細目なのかは不明。

#### チアガールズ
夕日町応援団のチアガールズとは違い、服装の露出は控えめである。「華麗に応援」で使用可能。
白咲 凛（しろさき りん）声：山田茉莉
自立心が強く、小さな頃からボランティア活動に勤しんでいる。曲がったことが大嫌いで竹を割ったような性格。
高潔の応援団チアリーダーで、「華麗に応援」のプレイヤーキャラの一人。赤みがかったピンク色の髪でショートヘア、白いカチューシャがある。
河合 ほのか（かわい ほのか）声：高田初美
運動はからっきしだが、自分のエールで相手に喜んでもらえることに感動して入団。彼女と話すと、何について話しているかわからないくらいゆっくりと話す。ウサギが好きなようである。スカートにウサギのぬいぐるみをつけている。
「華麗に応援」におけるサブキャラクターの一人。オレンジ色の髪でツインテール。
水無月 麗華（みなづき れいか）声：中川里江
由緒正しい茶道の家元でもある、超一流の上流家庭のお嬢様。その育ち故に世間知らずな一面があり、つい最近初めてラーメンを食べてその美味しさに感動したらしい（小説家ステージでは「ラーメン珍道中」という本を読んでいる）。
狼男ステージでは句を詠むなどと文学少女っぽい。また、合唱部ステージでは、サブキャラである彼女がピアノを弾いている（気軽・果敢・激烈ではプレイヤーキャラが弾く）。
「華麗に応援」におけるサブキャラクターの一人。銀髪のロングヘアーでフォックスタイプのメガネをかけている。

### 追加データで登場
DSステーションの追加データ（2007年6月28日から7月11日まで配信）を受信した際に登場するキャラクター。ただし、動きやストーリー部分に登場するキャラクターは応援団のままである。
Elite Beat Agents
『応援団』の日本国外版『Elite Beat Agents』に登場するEBA所属のエージェント達。難易度に応じて、それぞれのモードに相当するエージェントが登場する。また、対戦モードではJしか使用できない。
ネコ
本編中の随所で存在感を発揮するネコ。対戦モードとEBAモードの時の「COUNTDOWN」「世界はそれを愛と呼ぶんだぜ」（それぞれの応援キャラのカツラ着用）のみ使用可能。その応援スタイルは謎に包まれている。

## 応援を求める人々

### 第1幕
花田 剛(24) / ♪「全力少年（2005年） / スキマスイッチ」 難易度：1
前作に続き、今作も最初のステージに登場。
今作では入学した学校は卒業し、今度は就職活動に追われる身となっており、99社も落ちて最後の1社に賭けるが、相変わらず非協力的な家族に翻弄されており、再び我慢の限界を迎え、応援団を呼ぶ。応援を成功させると家族は協力的になる。最終的には成績によるが、無事に受かり前作と同じく家族から胴上げをされる。なお、応援が失敗に終わると落ちてしまい、家族から笑われショックを受ける。
花田家は金物店を営んでいる。
- 登場サブキャラクター:母、父、弟、面接官

### 第2幕
佐竹 ゆりあ(16) / ♪「リルラ リルハ（2005年） / 木村カエラ」 難易度：2
合唱部の名門・ベルサイユ女学院に都心から合唱部入部を目指して転入して来た女子高生。だが目的の合唱部は長年の成績不振により部員2人(ゆりあ自身含む)、部費ゼロと廃部寸前となっており、存続の為には全国大会で優勝しないといけないという。宝塚の男役のような、唯一合唱部に残っていた部長・椿薫子と共に、部を立て直す為に奔走する事になる。
応援を成功させるときれいな歌声で事態を好転させていくが、失敗すると逆に歌声がひどいものになる。
最後まで応援し続けるとコンクールで優勝を果たし、成績によって合唱部がどうなるかが決まる。応援失敗になると合唱部の廃部が決定する。
イントロ部分では菊地・西園寺・鬼龍院・水無月がピアノを弾いている。白咲は歌唱していて、河合がリコーダーを吹いている。森山と杉田は何もせず見守っているが、鬼龍院の時だけ汗を流しており、どういう状況なのかは不明。
- 登場サブキャラクター:椿薫子、部員、校長

海老山(25) / ♪「贈る言葉（1979年） / 海援隊(FLOWアレンジver.)」 難易度：2
橋ノ下部屋の力士。
先場所までは小結だったが、腕が衰えてきており、今や入門したてのガリガリ山にまで負ける始末。このままでは協会からの支援が打ち切られて部屋が解散してしまうため、幼い弟や妹と共に路頭に迷う羽目にならないよう、横綱に対して金星を取らなければならなくなる。名前の通りに前髪とチョンマゲで海老を思わせる髪型をしている。タクヤの夢の中にも登場する。
イントロ部分では応援団はちゃんこ鍋を食べている。特に百目鬼は小皿に具材が山盛りになっており、更には呼ばれたため急ごうと鍋自体をもってかきこみ始める。
なお、小結である海老山と横綱である烈豪力以外の階級は不明。
- 登場サブキャラクター：弟･妹達、ガリガリ山、若王子、ムキムキ錦、出過の杉、烈豪力

黒岩 慎太郎(29) / ♪「POP STAR（2005年） / 平井堅」 難易度：2
朝日総合病院に勤める天才外科医。院長の引止めを拒んで病院を辞め、医者のいない孤島の村で理想の医療に従事しようとする。しかし、島民は医者なら何でも治してくれるとムチャクチャな要求ばかり（本来電気工事士に依頼するべき家電の修理まで）を言い出す。最初はあまりの無茶ぶりに激怒するが、応援団が来たことで天才のプライドに賭けて何でも治してみせると意気込む（実際応援中は人だけではなく馬や電子レンジを治している）。
最後まで応援をすると成績によって黒岩の所にやって来た島民の言動が変わる。応援に失敗すると彼らに失望され（しかも馬にまでも）居場所を失った黒岩は離島から元の場所に戻る事を余儀なくされる。
イントロでは応援団も事のついでとばかりにペット（菊地・西園寺・鬼龍院・白咲）やらオモチャ（森山・河合）やら家電（杉田）やら壺（水無月）を持参している。
- 登場サブキャラクター：院長、島民たち、ゴサク（馬）

### 第3幕
楓(29) / ♪「Go my way（2006年） / 矢井田瞳」 難易度：3
元女子プロレスラーにして、老舗旅館「夕日荘」の若女将。半年前に結婚を機に女子プロレスラーを引退した。本人に悪気は無いのだが、元の職業が祟ってか旅館の大黒柱に掃除をするつもりでツイストをかけて破壊してしまうなどして、義母に怒られる日々。
前作にも登場した人間国宝・風林静山を丁重にもてなせなければ、追い出される事になってしまう。ピンチの到来にブリッジをしながら応援団を呼ぶ。応援に失敗するともてなしがぞんざいになり、逆に成功するときちんとしたものになる。
最後まで応援をすると、満足した風林静山から帰り際にもてなしを反映させたかのようなお礼の品をくれる。
応援に失敗すると風林静山から「もう来ない」と激怒されてしまい、全ての責任を楓に押し付けられ追い出される。
- 登場サブキャラクター：風林静山、和夫、和夫の母、熊

森山 狩三(37) / ♪「ジュリアに傷心（1984年） / チェッカーズ」 難易度：3
理容師。バリカン一筋で角刈りしか出来ないせいで、店はいつも閑古鳥が鳴いている。
ある日突然カリスマ美容師・イーグル品川が現れ、店を乗っ取ると宣言。それを阻止する為、カット合戦で勝負する事に。
応援を成功させると、現実ではあり得ないような、どう考えてもバリカンのみでは不可能な髪型を作り、逆に品川の担当している客は悲惨なものになる(失敗すると逆になる)。必殺技のような名前を出す、前作のタン・ヤオのような要素がある。
最後まで応援すると森山が勝利し、イーグル品川が彼の髪を台無しにしようと襲い掛かるが、逆に返り討ちにされ、「負け」の字だけを薄く残し、トレードマークである金髪を刈られてしまう。森山は岬ちゃんに「カリスマ誕生日」と言われ、「ホレるのはバリカンだけにしてくれ」と返答を返す。その後、「応援　大成功」なら岬ちゃんにキスされるが、「応援　今一歩」だと50代のお婆ちゃんに抱きつかれる。
応援に失敗するとイーグル品川に店を乗っ取られてしまい、追い討ちをかけるかのように岬ちゃんも彼の方につく。店の方も完全にリニューアルされてしまう。
- 登場サブキャラクター：岬ちゃん、イーグル品川

財古 山太郎(36) / ♪「VISTA（2006年） / GOING UNDER GROUND」 難易度：3
靴問屋。変なスニーカー（マグマを渡れる程丈夫、伸縮自在と高性能）を大量に仕入れてしまい、在庫の山を抱えている。山太郎は「宇宙人相手に売るわけにもいかんし」という一言をきっかけに、嫁によってロケットの片道切符（帰りの切符はスニーカーを売った金で買わせるつもり）を手に宇宙へと飛び立つ事になる。なお、ロケット発射前にとんでもない事態に陥った彼は「あんな事言うんやなかった」と激しく焦っていた。カツラにこだわりがある模様。ロケットで打ち上げられながら、応援団を呼んで叫ぶ。
イントロ部分では応援団がロケットに乗って現れ、宇宙服を着て宇宙遊泳をしている。
応援に失敗するとロケットが爆発を起こし、どこかの惑星の表面に取り残された山太郎は地球へと帰れなくなってしまう。
- 登場サブキャラクター：嫁、タコ形宇宙人、イカ形宇宙人、ムカデ型宇宙人、巨大な一つ目宇宙人

サル君＆兵隊さん / ♪「MONKEY MAGIC（1978年） / ゴダイゴ（ORANGE RANGEアレンジver.）」 難易度：3（Bonus）
サルのぬいぐるみ＆オモチャの兵隊。朝日町に住む吉田風花という女の子に大切にされていたが、ある日お母さんにうっかり捨てられ、ゴミ収集車で夕日町まで運ばれてしまう。隣町から何とか家に帰ろうと奮闘する。その時にダンボールを被りながら動いたり、電車に乗ったりして行動する。
応援に失敗するとサル君と兵隊さんは力尽き、動けなくなる。
- 登場サブキャラクター：吉田風花、風花の母、ブルドッグ

### 第4幕
岡山 桃太郎(74) / ♪「少年ハート（2005年） / HOME MADE 家族」 難易度：4
かつて鬼退治をした桃太郎本人。長い年月が経ち、今やすっかり年老いて勇者年金を受け取り年金暮らしをしているが、鬼ヶ島で鬼が復活してしまい、老体に鞭打って再び鬼退治に繰り出すハメになってしまう。
なお犬は最初からついてきているが、キジ、サルは電車内で会い、桃太郎の物語と同様きびだんごを与えて家来にしている。
復活した鬼に対しては以前のように戦って倒すことはなく、説教で更生させ、鬼ヶ島を「鬼ヶ島ランド」というテーマパークに仕立て上げさせる。その時「応援　今一歩」だと鬼が子供に悪いことをする。
- 登場サブキャラクター：犬、キジ、サル、鬼たち

大神 五郎(24) / ♪「気分上々↑↑（2006年） / mihimaru GT」 難易度：5
イケメンのトビ職人だが、正体は狼男で、丸いもの（月以外でも）を見ると変身してしまう。憧れのクミちゃんとの初デートを成功させられるか悩んでいる。直前に正体を知られたトビ職人親方に激励されるが、親方の禿げ頭（丸いもの）を見て変身してしまい、前途多難ぶりに応援団を呼ぶ。
途中経過では色んな丸いものを見てしまうが、応援を成功させていると耐えることに成功し、いい雰囲気のままデートを続行する。
最終的にプロポーズの際クミちゃんの目の虹彩（丸いもの）を見てしまい、クミちゃんの目の前で変身しながら告白を行う。応援を成功すると狼男としての姿も受け入れられ、プロポーズに成功するが、「応援　今一歩」だと抱きつかない。全部〇の「応援　大成功」後の一枚絵ではクミちゃんに抱き着かれて、歓喜の遠吠えを上げている。
最終ステージでは活動を停止した太陽（丸いもの）を見ているため、最初から最後まで変身した姿のままであった。
イントロ部分では河合が月見団子を持っている。
- 登場サブキャラクター：クミちゃん、親方

祭田 タクヤ(6) / ♪「バンビーナ（1999年） / 布袋寅泰」 難易度：6
前作の祭ステージで結ばれた祭田夫婦の長男で、前作最終ステージで赤ん坊として登場していた。性格の悪い妹（まだ赤ん坊）が初登場。おねしょが悩みで、夢の中の水漏れを防ぐ為に、夢の中で応援団を呼ぶ。
夢にはマリオとルイージを彷彿させる水道管工事の男達が登場する。また前述の海老山も登場する。
幼いためか感受性が高く、最終ステージでは真っ先に応援団の意思を感じ取り、町の人々に勇気を与える。
- 登場サブキャラクター：お志津、新、配管工、妹、ビショビショキング

鴨川 クリスティーヌ(43) / ♪「BANG!BANG!バカンス!（2005年） / SMAP」 難易度：4
恋愛小説家。カンヅメ状態で小説を書いており、「カンヅメ状態で愛が足りない」せいで、締め切りの2日前になっても小説が全く進まず、ついに締め切り前日となり、応援団を呼ぶ（なお、その際おもむろに座って打ち始めたパソコンには、応援団の3文字が延々と書かれていた）。応援中はゴージャスな恋愛妄想を繰り広げる（この妄想の中において前作のキャラが登場する）。
寒くても薄着を着続ける。
なお、イントロ部分で応援団達が読んでいる本に、各団員それぞれの個性が垣間見える（菊地は「応援入門」という参考書、西園寺は「貴公子」というタイトルの本、鬼龍院は前述の時刻表、森山は「セミの一生」という本、杉田はネコに関する参考書、白咲は「Ponpon」というファッション雑誌、河合は「うさぎ通信」という本、水無月は前述の「ラーメン珍道中」という本）。
また、この曲は女性がボーカルを担当している。
- 登場サブキャラクター：泥棒、ソバの出前の人、妄想の中の人物（主人公の女性、怪盗、騎士）

マサシ(10) / ♪「GLAMOROUS SKY（2005年） / NANA starring MIKA NAKASHIMA」 難易度：4（Bonus）
小学4年生。片想い中の女の子・サクラが転校する事になってしまい、彼女に告白する為に友達の肥満体型のゴンちゃん、イケメンのケンちゃんと一緒に、アルバムづくりや紙吹雪づくりを頑張る。
応援を成功させるとサクラの乗る電車と並行して走りながら告白を行い、サクラからも告白される。
「応援　今一歩」時には、前作に登場したタン・ヤオが登場し、台無しにしてしまう。
応援失敗になるとサクラがマサシではなくゴンちゃんが好きだと言い、マサシとケンちゃんはショックを受けてしまう。
- 登場サブキャラクター：ゴンちゃん、ケンちゃん、サクラ

### 第5幕
白鳥 マナ(16) / ♪「Believe（2006年） / AI」 難易度：5
フィギュア界の新星、白鳥リナを姉に持つ少女。周りが自分を見ずにリナばかりをチヤホヤするのにコンプレックスを抱いており、好きだったスケートを止めてしまい、姉にも冷たい態度をとっていた。しかしある日、リナは妹を気にしていた故の不注意で交通事故に遭い、還らぬ人となってしまう。姉の死に自分を責めるマナだったが、コーチに姉が使っていたシューズを手渡され、再びリンクに上がる決意をする。
シリーズに必ず1本挿入されるギャグ要素を一切排除した感動もののエピソードで、クリア時の応援団3人のグラフィックも全員感動で目に涙を浮かべたものとなっている。また、イントロや応援中も「押忍！」「行くぜェ！参、弐、壱、それ！」などの掛け声はほとんど出さず、ほかのステージに比べて静かに応援する。応援失敗でも俳句もスポットライトも紫文字の「応援失敗」も表示されない。成績で展開が変わることは無く、エンディングの獲得したメダルの色が変わるだけである（大成功で金、今一歩で銀、失敗で銅）。
難易度が高いステージの中では終盤ほとんどミスが許されない難しいステージである。
なお、このような感動物のエピソードには必ず応援される側に関係する人が死亡しており、前作は応援される側自身（石田徹）で、日本国外版と今作は応援される側の家族の一人である。
- 登場サブキャラクター：白鳥リナ、コーチ

### 第6幕
深井 守(37)・山下 浩介(35)・山田 総司(36) / ♪「族（2004年） / 氣志團」 難易度：7
町工場の工場長たち。深井はコンピュータ製造、山下は重機製造、山田はモーター製造を担当している。三社の得意分野を生かし、大企業の設立を目指している。ある日、突然大怪獣「ニャラゴン」が出現。三社が力を合わせて作った巨大ロボ「富士1号」で戦おうとするがあっという間に破壊され、応援団を呼び、修理・強化させる事になる。
途中経過では戦闘と呼べるものはせず、百マス計算の早解き、かけっこでの競争などで勝負する。応援に失敗すると担当した工場長は他の二人からツッコミと同時に暴行を受ける。
最後まで応援すると富士1号がニャラゴンに勝利。皆から歓喜される。そして1年後が成績によって異なる。
- 登場サブキャラクター：富士1号、ニャラゴン

三田 玉緒(48)・白金 松子(50)・青山 和代(53) / ♪「ミュージック・アワー（2000年） / ポルノグラフィティ」 難易度：6
主婦にして、国宝級アイドル・星川JIN（通称JIN2）の追っかけ3人娘。コンサート中に突然現れたギャング団（モー上田率いるモーモーギャング団）にJIN2を誘拐されてしまい、彼を助ける為に追っかけパワー全開で戦いを挑む。3人揃って「サンライズギャルズ」と名乗っている。激烈以上になると出だしが裏打ちになり、難易度が高くなる。
- 登場サブキャラクター：モー上田、モーモーギャング団の手下、JIN2

パケットマン / ♪「サムライブルー（2006年） / ZZ」 難易度：7（Bonus）
江戸時代の飛脚のような姿をした擬人化した電波。林太郎がマンホールの中に落とした携帯電話から出てきて、太郎が京香に宛てた「すこしおくれる」という内容のメールを送ろうと意気込むが、マンホール内を勢いよく流れる下水に流され、しかもメールの内容も流されてしまい、力無く応援団を呼ぶ。電波の擬人化だけに大きさが自在に変化するようで、第1から第3パートまでは人間サイズだが、最終パートではミニサイズになっている。
イントロ部分での応援団はクリスマスケーキを売っている。看板に書かれている文字は「ケーキ安売り」「高級ケーキ」「ケーキ完売」「ケーキ大サービス」と応援団によって違う。クリスマスにちなみ、森山はトナカイの仮装、菊地・西園寺・杉田はサンタ帽、チアガールズはうさぎ柄のサンタ帽をかぶっており、鬼龍院は何もかぶっていない。水無月は付け髭をしている。
- 登場サブキャラクター：林太郎、京香、ネズミ

### 第7幕
地球&太陽 / ♪「COUNTDOWN（2005年） / HYDE」 難易度：7→「世界はそれを愛と呼ぶんだぜ（2005年） / サンボマスター」 難易度：8
前半と後半に分かれており、音楽も別のものが用いられる。後半では下画面に初めて両応援団が同時に出現し、協力して応援をする（ただし、登場するのは両応援団のプレイヤーキャラ2人のみ）。
（前半）その無償の愛によって我々を生かし続けてきた太陽。だがある日突然活動を停止し始めてしまい、それにより気温が急低下。全世界が氷漬けとなる未曾有の危機に見舞われてしまう。人々は応援団の応援によって迫り来る氷雨から逃れる。
また、このステージではラストの演出上エンディングは変化せず、「応援 大成功」などの表記も表示されずにそのまま応援詳細が表示される。その時の応援詳細の背景はここだけの特殊背景で、歓声は無く上画面の左下に氷山が映る夜の星空となっている。
（後半）朝日町応援団を助けるために、犠牲になった夕日町応援団。皆が地球の最期を悟った中、祭田タクヤは夕日町応援団の生存を信じて呼び続ける。それに感化されて今まで応援されていた町の人たちや朝日町応援団も夕日町応援団にエールを送る。見事夕日町応援団は氷の下から復活し、ライバルだった両応援団は互いに力を合わせて、太陽にエールを送る。やがて両応援団・町の人・世界中の人々が一丸となってゆく。
どちらも激烈以上の難易度で、ほとんどミスが許されない最終ステージに相応しい難易度をもつ。

## 関連作品
- 押忍!闘え!応援団 - シリーズ第1作目。世界観や一部の登場人物を共有する。
- リズム天国 - 同時期に任天堂から発売されたリズムゲーム。